# عبد القادر كردغلي
عبد القادر كردغلي لاعب كرة قدم سوري من مواليد مدينة اللاذقية عام 1961.
لقب بملك الكرة السورية عندما كان كابتن المنتخب فترة الثمانينات وهي الفترة الذهبية للكرة السورية ويعتبر برأي الكثير من المختصين من أفضل ما أنجبت الكرة السورية على الأطلاق.
البداية كانت في نادي تشرين السوري اللاذقي تدرج ضمن الفئات العمرية حتى استلم شارة الكابتن وأحرز مع نادي تشرين لقب الدوري السوري لعام 1982، بعدها انتقل للعب مع فريق الجيش وأحرز مع فريق الجيش لقب الدوري السوري 1985 و 1986 وكأس الجمهورية 1986 بعدها كانت العودة لتشرين 1987 واستمر حتى عام 1995 يحمل شارة الكابتن وأفضل النتائج في هذه المرحلة هي المركز الثاني مرتين 1988 و 1994 ونهائي كأس الجمهورية 1988.
كان أحد أعضاء وكابتن المنتخب السوري الذهبي خلال الثمانينات كواحد من أفضل المنتخبات في المنطقة (وقتها كانت سوريا قاب قوسين أو أدنى من بلوغ نهائيات كأس العالم 1986).
إعتزل لاعب سوريا الدولي عبد القادر كردغلي دوليا عام 1993 ومحليا 1996.

## روابط خارجية
- عبد القادر كردغلي على موقع الاتحاد الدولي (مؤرشف)  (الإنجليزية)
- عبد القادر كردغلي على موقع ناشيونال فوتبول تيمز (الإنجليزية)
- عبد القادر كردغلي على موقع عالم كرة القدم.نت (الإنجليزية)
- عبد القادر كردغلي على موقع كووورة